# رموز مسيحية

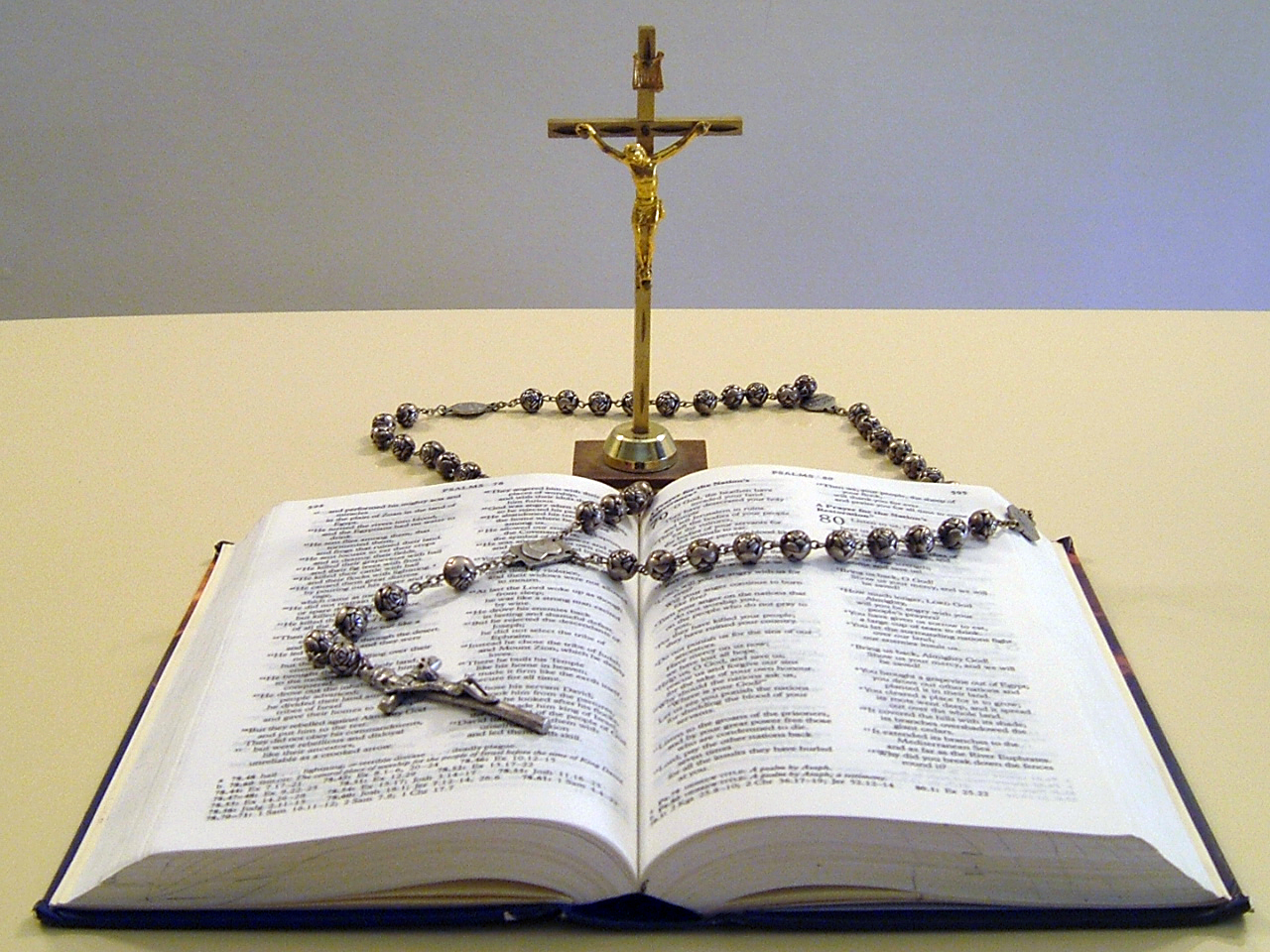
رموز المسيحية: الكتاب المقدس والصليب والسبحة الورديَّة.

الرموز المسيحية تستثمر الأشياء أو الطقوس عبر المعنى الباطني لها للتعبير عن الأفكار المسيحية. وقد اقترضت المسيحية هذه الرموز من المخزون الكبير المشترك للرموز في معظم فترات التاريخ وفي جميع مناطق العالم. الرمزية الدينية مقترنة بالطقوس تناشد كل من العقل والعواطف لدى أي من أتباع دين معين. اختيار الأعمال المناسبة والأشياء الرمزية لا يكفي لتجنب ظهور تقليد جديد من التقاليد الأخرى التابعة لدين آخر أو ثقافة وفكر مختلف، خصوصاً لو كانت هناك محاولة متعمدة لاختراع طقوس جديدة تماماً.
تضفي المسيحية هالة من القدسية على عدد كبير من الرموز كالصليب استنادًا إلى ما ورد في الرسالة الأولى إلى كورنثس 18/1 و الرسالة الأولى إلى كورنثس 22/1 إضافة إلى الرسالة إلى غلاطية 1/3، وقد وردت كلمة صليب في العهد الجديد 27 مرة في حين ورد فعل الصلب 46 مرة؛ تعتبر اللبرومة أيضًا من الرموز المسيحية المقدسة وكان الإمبراطور قسطنطين أول من قام بادخالها تحت شعار ”بهذه العلامة تنتصر“، هناك أيضًا السمكة المسيحية التي استخدمتها الأجيال الأولى للدلالة بشكل سري على اسم يسوع خوفًا من الاضطهادات، يعتبر رمز الألف والياء من الرموز المسيحية المقدسة في الإشارة إلى يسوع استنادًا إلى ما ورد في رؤيا يوحنا 8/2.
يقدس المسيحيون الأيقونات كرموز مسيحية، ويقدّس الكاثوليك المسبحة الوردية كأحد الرموز الواسعة الانتشار.

## وصلات خارجية
- Symbols in Christian Art and Architecture نسخة محفوظة 15 يوليو 2017 على موقع واي باك مشين. Comprehensive general listing.
- Christian Symbols Net Very comprehensive site, complete with search engine.
- Christian Symbols and Glossary (keyword searchable, includes symbols of saints)
- ReligionFacts.com: Christian Symbols Basic Christian symbols A to T, types of crosses, number symbolism and color symbolism.
- Meaning of Colors for Flags Biblical meanings of color used for Christian worship flags.
- Color Symbolism in The Bible An in depth study on symbolic color occurrence in The Bible.
- Christian Symbol Wood Carvings Forty symbols at Kansas Wesleyan University
- Old Christian Symbols from book by Rudolf Koch
- Christian Symbols, Origins and Meanings
- Tree of Jesse Directory by Malcolm Low.